# Jan Michaelsen (journalist)
 Der er flere personer med dette navn, se Jan Michaelsen.
Jan Michaelsen (født 14. marts 1949, død 10. december 2019 ) var en dansk journalist, der også var meget aktiv under 1960'ernes ungdomsoprør.
I slutningen af 1960'erne skrev Michaelsen i ungdomsoprørets blade Superlove og Wheel, og var redaktør af undergrundsbladet Rotten. Han startede sammen med Preben Meedom den danske provo-bevægelse, deltog i happeningen med at besætte Fugleøen i Sortedamssøen, var leder af gruppen Revolutionær Aktion, blev senere journalist ved Land og Folk, Aktuelt, samt Ekstra Bladet. Han har også været kommunalbestyrelsesmedlem for Venstresocialisterne på Frederiksberg.
I Superlove skrev Michaelsen i 1968:
| Citat | På længere sigt vil anvendelse af revolutionær vold give resultater og fremme spændinger i samfundet som er de objektive betingelser for en revolution. | Citat |
|       | |       |

Michaelsen var med i en aktionskomité (Aktionskomiteen af 7. maj 1969), der i 1969 efter gadekampene ved Saga-biografen på Vesterbro udsendte følgende erklæring:
| Citat | Da revolutionære har ret og pligt til at demonstrere, må vi lære at forsvare os mod overfald, det har vi lært. Næste gang tager vi våben med, og de vil blive brugt til at forsvare os mod samlede angreb både fra politiets og englenes side. Vi er ikke pacifister. Hvis det er nødvendigt at bruge vold, så bruger vi vold. | Citat |
|       | |       |

De øvrige underskrivere var Lars Hutters, trotskist og VS-politiker, Finn Ejnar Madsen, maoist og fhv. trotskist og så tilknyttet Kommunistisk Ungdoms Forbund, leder af De Danske Rødgardister, samt Gert Rasmussen fra Kommunistisk Ungdoms Forbund (KUF) og Kommunistisk Arbejdskreds (KAK).
Michaelsen blev i 1969 varetægtsfængslet under mistanke for at være leder af den såkaldte Trotylbande, der havde stjålet 5 kg trotyl og angiveligt planlagde at anvende disse til angreb på jyske virksomheder. Han blev senere frikendt og tilkendt erstatning for uberettiget varetægtsfængsling.
Jan Michaelsen blev i 1970 journalistelev på dagbladet Aktuelt. I 1977 blev Michaelsen ansat på Ekstra Bladet først som kriminalreporter og fra 1979 som erhvervsreporter. I 1980 modtog Jan Michaelsen og Henning Thøgersen Victorprisen og i 1981 Cavlingprisen for deres dækning af Jan Bonde Nielsen-sagen. Michaelsen blev dog senere i dette årti fyret, fordi han have købt en aktie i det børsnoterede Gredana og samtidig skrev om hovedaktionæren, finansmanden Jan Bonde Nielsens økonomiske forhold. Han blev senere genansat, og i 1992 udnævnt til leder af Ekstra Bladets erhvervsredaktion. I 1993 og 2001 blev han nomineret til Cavlingprisen for dybdeborende journalistik.